# لوسی سافارووا
لوسی سافارووا (انگلیسی: Lucie Šafářová؛ زاده ۴ فوریهٔ ۱۹۸۷) یک تنیس‌باز اهل جمهوری چک است.